# باتاقيون

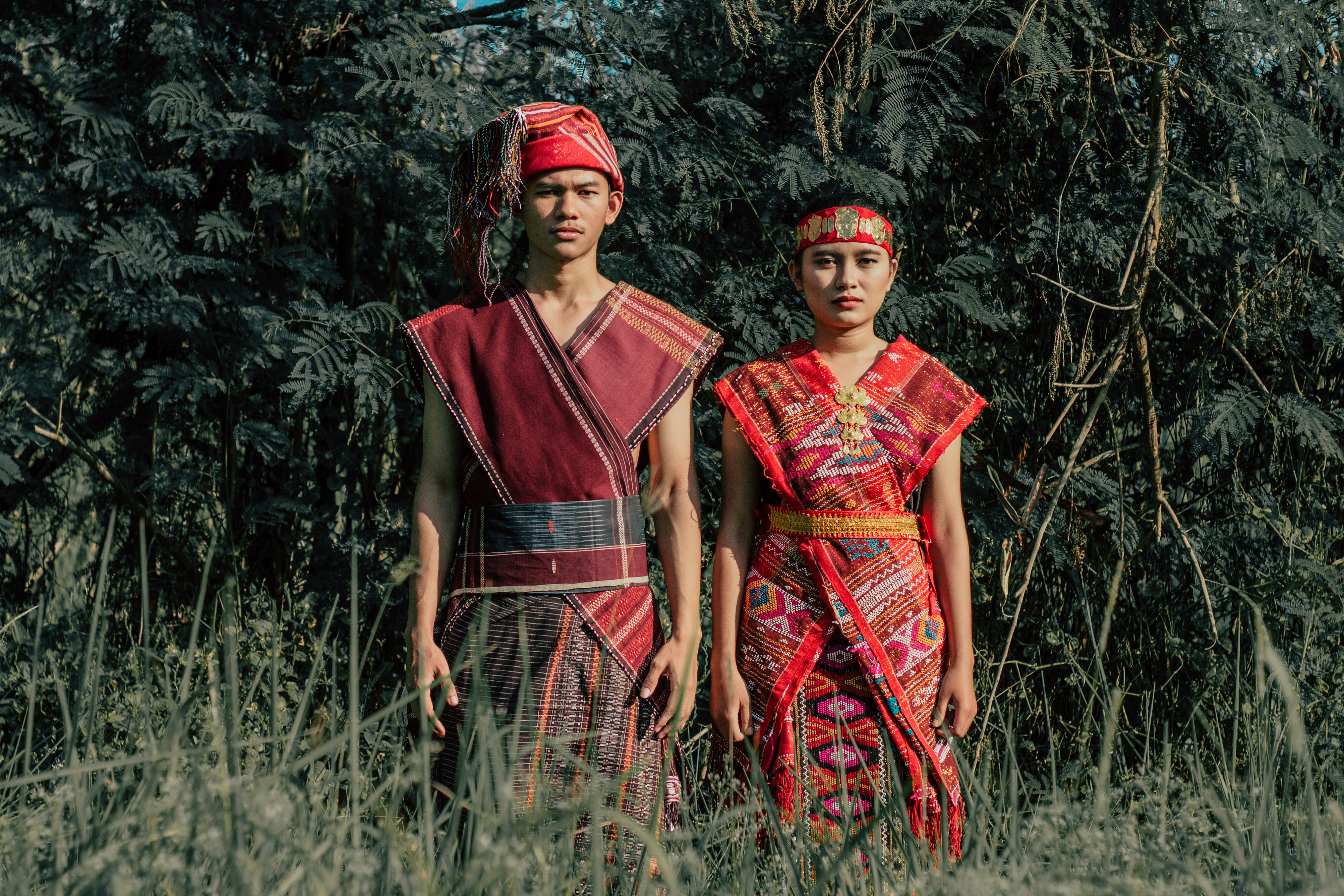

باتاقيون وهم مجموعة عرقية من الناس تعيش في شمال جزيرة سومطرة في إندونيسيا ومن قبائلهم اللألاس والكلويتيين والسنغيليون والكارويون والباباكيون والماندالينغيون يبلغ تعدادهم في إندونيسيا حسب تعداد سنة 2000 حوالي 6 ملايين نسمة، لغتهم هي من ضمن لغات أسترونيزية يعتنقون الديانات المسيحية والإسلام.

## قبل التاريخ
تدلّ الأدلة اللغوية والآثارية على أن متحدّثي اللغات الأسترونيزيّة وصلوا إلى سومطرة من تايوان والفلبّين عبر بورنيو أو جاوا قبل نحو 2,500 عام، ويرجح أن الباتاقيين من سلالة هؤلاء المستوطنين. ومع أن الآثار من سومطرة الجنوبية تشهد بوجود مستوطنين في العصر الحجري الحديث، فيبدو أن الجزء الشمالي من سومطرة قد استوطنه المزارعون في مرحلة لاحقة بعيدة.
ومع أن الباتاقيين يعدّون عادةً شعوبًا مستقلّة نتيجة لمواقعهم الداخلية بعيدًا عن أثر المستعمرين الأوروبيين البحّارين، فإن بعض الأدلة تفيد أنهم تاجروا مع الممالك المجاورة ألفَ عامٍ أو أكثر.
اعتنق الباتاقيون دينًا توفيقيًّا بين الشيفاوية التاميلية والبوذية والثقافة المحلّيّة آلاف السنين. كان آخر الملوك الباتاقيين الذين حاربوا بشجاعة الإمبرياليين الألمان حتّى عام 1905 ملكًا إندونيسًّا شيفاويًّا. ربما أُشير إلى الباتاقيين في كتاب زاو روغو في القرن الثالث عشر المعنوَن بـ«وصف الشعوب البربريّة» (زو فان زي 諸蕃志) إذ يشير إلى فرع «با-تا» من سيريفيجايا. تشير السوما المشرقيّة أيضًا إلى مملكة باتا، الواقعة بين مملكة باساي ومملكة آرو.
بناءً على هذا الدليل، قد يكون الباتاقيون اشتركوا في تجارة بضائع أساسية مهمة مع الصين، ربما منذ القرنين الثامن والتاسع إلى ألف سنة بعدهما، إذ كان الباتاقيون يحملون هذه البضائع على ظهورهم ليبيعوها عند المعابر.
ويقترح بعض الباحثين أن معبر باروس المهمّ في تابانوولي كان يسكنه الباتاقيون. وُجِد نقشٌ تاميليّ في باروس يرجع إلى عام 1088، وكان التواصل بين التجّار الصينيّين والتاميليّين يقع في مدينة كوتا سينا، وهي مدينة تجاريّة تقع فيما يسمّى اليوم مدينة ميدان الشمالية التي تأسست في القرن الحادي عشر، وكانت تضمّ 10 آلاف ساكن في القرن الثاني عشر. وُجدت آثار تاميليّة في طرق التجارة الأساسية إلى الأراضي الباتاقية.
قد تكون هذه الفرص التجارية هي التي تسببت في هجرة الباتاقيين من باكباك وتوبا إلى المناطق الحدودية في كارو وسيمالونغون، حيث تعرّضوا لأثر تاميلي أكبر بسبب زيارة التجار التاميليّين، أما هجرة الباتاقيين إلى أراضي أنغكولا ومنديلينغ فربّما كانت بسبب الطلب السيريفاجي في القرن الثامن على الكافور.
يعتقد أن قبيلة سمبيرينغ «الأسود» من مجموعة كارو العرقية تعود أصولها إلى العلاقات مع التجار التاميليين، ولها قبائل فرعية عديدة منها براهمانا وكوليا وبانديا وديباري وميليالا وموهام وبيلاوي وتيكان، وتعود كلها إلى أصل هندي. يلاحَظ أيضا الأثر التاميلي في الممارسات الدينية لشعب الكارو، إذ يختص شعب الكارو والدايري بطقوس حرق الموتى ثمّ دفنهم (البيكولا). بل إن البوستاكا كمبيرين، وهي قصة تروي أصل سيمبيرينغ كمبيرين، تقترح وجود روابط مع باغارويونغ في مرتفعات مينانغكاباو.
منذ القرن السادس عشر، زادت محافظة آتشيه إنتاج الفلفل، وهو سلعة تصديرية هامّة، إذ يُقايض بالأرزّ الذي ينمو جيّدًا في أراضي الباتاق الرطبة. زرع الباتاقيون في مناطق مختلفة إما ما يسمّونه ساوة (وهي حقول الأرزّ الرطب) أو لادانغ (وهو الأرزّ الجافّ)، أما التوبا الباتاقيون، ومعظمهم خبير بالزراعة، فكان عليهم أن يهاجروا ليلبّوا الطلب في مناطق جديدة. كان لأهمية الأرزّ المتزايد دلالة دينيّة، إذ زاد نفوذ رجال الدين الباتاقيين الذين كان من مسؤوليتهم التأكيد على نجاح العملية الزراعية.

## اللغة
يتحدّث الباتاقيون مجموعة من اللغات المتقاربة، وكل هذه اللغات أعضاء في العائلة اللغوية الأسترونيزية. ولهذه اللغات فرعان كبيران، فرع شمالي يجمع لغة الباكباك والدايري، ولغة الألاس والكلويت، ولغة الكارو، وهي لغات متشابهة، وفرع جنوبي مستقل يجمع ثلاث لهجات يفهمُ بعضها من بعض: توبا، وأنغكولا، ومنديلينغ. السيمالونغون ابن مبكّر للفرع الجنوبي. قد يفهم بعض متحدّثي الكارو بعض لهجات السيمالونغون، ويفهم ببعض متحدثي التوبا لهجات أخرى منها. ينتج هذا عن وجود استمرارية لغوية تشوّش عادةً الحدود بين اللهجات الباتاقيّة. لم تزل لهجة الباتاق تؤثّر في لهجات مدينة ميدان اليوم.
للباتاقيين خطّ خاصّ بهم يسمّى سورت باتاك. للكتابة أهمّية طقسيّة كبيرة في الطقوس الدينيّة التقليديّة، ومن أجل هذا السبب خضعت لبعض التغيّرات. ويبدو أن الشعب الباتاقيّ أخذ نظامه الكتابيّ في أوّل الأمر من سومطرة الجنوبيّة.

## العمل
كان العمل التقليدي للباتاقيين الزراعة والصيد. وفّرت بحيرة توبا الكبرى فرصةً كيبرة للاستزراع المائي في المياه العذبة منذ العصور القديمة.